# Medalla al Mèrit Constitucional
L'Orde del Mèrit Constitucional o  Medalla al Mèrit Constitucional és un orde civil espanyola creada pel govern de Felipe González en la III Legislatura mitjançant Reial decret de 18 de novembre de 1988 concedida a «aquelles persones que hagin realitzat activitats rellevants al servei de la Constitució i dels valors i principis en ella establerts» i pot ser concedida «tant a persones físiques com a jurídiques, públiques o privades, espanyoles o estrangeres». El seu distintiu és una medalla ovalada en plata de llei banyada en or en l'anvers del qual es troba l'Escut d'Espanya sobre fons blau i la llegenda «Al Mèrit Constitucional», amb cordó, cenyidor i nus en seda vermella. Per a les persones jurídiques es lliura una Placa d'Honor. Els seus titulars reben el tractament de «Excelentísimo». La seva actual regulació està continguda en l'Ordre de Presidència d'11 de novembre de 2003.

## Guardonats
Entre els posseïdors d'aquest guardó es troben: 
- Jeroni Albertí i Picornell, polític mallorquí, primer president del Consell General Interinsular
- Iñaki Arteta, fotògraf i director de cinema.
- Mikel Azurmendi, antropòleg, escriptor, traductor i professor universitari espanyol, membre del Fòrum Ermua i de ¡Basta Ya!.
- Olivia Bandrés, política filla de Juan María Bandrés.
- Guillermo Barredo
- Andrés de Blas, catedràtic de la UNED, membre del Fòrum Ermua.
- Augusto Borderas Gaztambide, pediatre i polític, membre de la Fundación Fernando Buesa.
- Mikel Buesa Blanco, activista i catedràtic, germà de Fernando Buesa Blanco i membre del Fòrum Ermua.
- Tomás Caballero Pastor, sindicalista i polític.
- Esther Cabezudo
- Anton Cañellas Balcells, abogado y político
- Inmaculada Castilla de Cortázar
- Javier Corchera
- Eduardo Chillida, escultor.
- Rosa Díez, política i membre de ¡Basta Ya!.
- Francisco Doñate
- Rosario Dorda
- María Pilar Elías (dona del regidor Ramón Baglietto d'UCD, assassinat per ETA)
- Javier Elorrieta, director de cinema.
- Iñaki Ezquerra
- Fernando Savater, filòsof, activista i escriptor, membre de ¡Basta Ya!.
- Fernando García de Cortázar, historiador.
- Xavier Garmendia
- Santiago González Díez
- Raúl Guerra
- Emilio Guevara
- Agustín Ibarrola, escultor membre de ¡Basta Ya!.
- Mikel Iriondo
- Juan Infante Escudero
- Rafael Iturriaga
- Juan Juarista
- Ignacio Latierro
- José Luis López de Lacalle, periodista i del Fòrum Ermua; assassinat per ETA el 2000.
- Eduardo Madina, polític.
- José Ignacio Martínez Churiarque
- Carlos Martínez Gorriarán, filòsof, catedràtic i articulista, membre de ¡Basta Ya!.
- José Antonio Maturana Plaza
- Fernando Maura Barandiarán
- Jaime Mayor Oreja, polític.
- Gotzone Mora, professora i política.
- Vidal de Nicolás, poeta i activista del Fòrum Ermua.
- Ezozi Leturiondo (vídua de Mario Onaindia)
- Cristina Cuesta
- Estadinslao Amuchástegui
- Maite Pagazautundua
- Ana Urchueguía (alcaldessa de Lasarte)
- Carlos Totorika (alcalde d'Ermua)
- Ciutat de Cadis
- Poble d'Ermua
- Gabriel Cisneros, político español.
- Luis Miguel Enciso Recio, historiador i polític.
- Jon Juaristi, escriptor membre de ¡Basta Ya! i del Fòrum Ermua.